# شرطی‌شدن کلاسیک
شرطی‌شدن کلاسیک (نام‌های دیگر: شرطی‌شدن واکنشی، شرطی‌شدن نوع I) یک نوع یادگیری همخوان یا تداعی است. در شرطی‌شدن کلاسیک جانور یادمی‌گیرد که بین یک محرک بی‌اثر، با یک پاداش یا تنبیه کردن ارتباط برقرار کند.

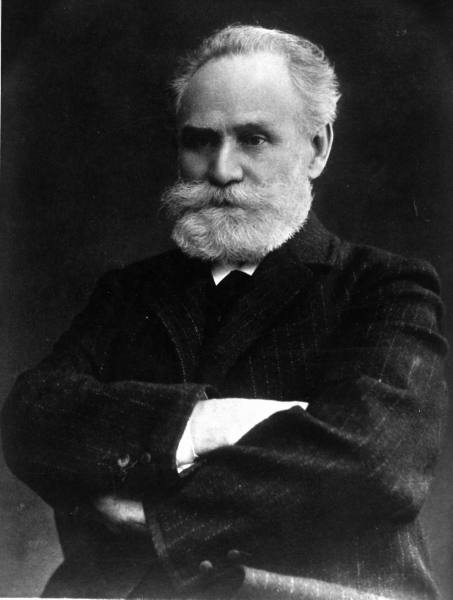
ایوان پاولف

اصطلاح شرطی‌شدن کلاسیک نخستین‌بار توسط ایوان پاولف، فیزیولوژیست روسی، پیشنهاد شد. مشاهده ابتدایی‌ای که پاولف را به سمت این نظریه سوق داد، این بود که بزاق دهان سگ‌ها صرفاً با دیدن کسی که قبلاً چندبار به آنها غذا داده‌است، ترشح می‌شود؛ حتی اگر شخص اکنون غذایی به همراه نداشته باشد.

## آزمایش‌های پاولف

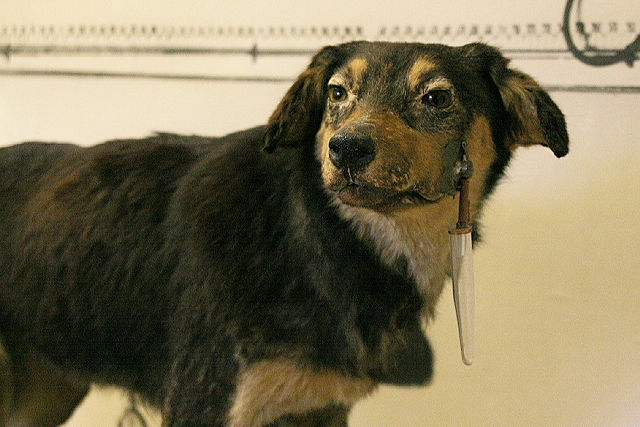
برای اندازه‌گیری مقدار بزاق ترشح شده، فیستولی به مجرای بزاق سگ متصل شده و از طریق گونهٔ حیوان به خارج راه داده شده بود. تصویر از مدل نمایش داده شده در موزهٔ پاولف برداشته شده‌است.

ترشح بزاق نوعی پاسخ طبیعی به غذاست؛ هرگاه پاولف پودر گوشت (محرک طبیعی، غیرشرطی) را به سگ گرسنه می‌داد، بزاق سگ (پاسخ طبیعی) ترشح می‌شد.
پاولف پس از مدتی متوجه شد که حتی اگر غذایی به همراه نداشته باشد، با دیدن او بزاق سگ ترشح می‌شود. پاولف بر این اساس آزمایشی را طراحی کرد. او هم‌زمان با دادن پودر گوشت زنگی را به صدا درمی‌آورد. صدای زنگ محرکی بود که ارتباطی با غذا نداشت و به تنهایی برای سگ بی‌مفهوم بود؛ امّا به دنبال تکرار این کار، سگ بین صدای زنگ و غذا ارتباط برقرار کرد؛ به‌طوری که با صدای زنگ، حتی بدون وجود غذا بزاق او ترشح می‌شد. به عبارتی سگ نسبت به همراه بودن صدای زنگ و پودر گوشت، شرطی شده بود.
در این نوع یادگیری، هرگاه یک محرک بی‌اثر (مثلاً صدای زنگ)، به همراه یک محرک طبیعی (مثلاً غذا) به جانور عرضه شود، پس از مدتی محرک بی‌اثر به تنهایی سبب بروز پاسخ (مثلاً ترشح بزاق) در جانور می‌شود. به این محرک جدید محرک شرطی می‌گویند؛ زیرا به شرطی می‌تواند سبب بروز رفتار شود که پیش از آن همراه با یک محرک طبیعی باشد. به محرک طبیعی، محرک غیرشرطی نیز گفته می‌شود.
پیش از شرطی‌شدن، محرک طبیعی یا غیرشرطی (US) باعث پاسخ طبیعی یا غیرشرطی (UR) می‌شود. در جانوری که شرطی شده‌است؛ محرک شرطی یا بی‌اثر (CS) نیز، باعث پاسخ شرطی(CR) می‌شود.

## فراگیری و خاموشی

مقایسهٔ شرطی‌شدن تأخیری و ردی

هر نوبت که CS و US باهم ارائه شوند؛ یک کوشش(T) نامیده می‌شود. در اثر تکرار کوشش‌ها جاندار در مسیر فراگیری(A) قرار می‌گیرد؛ یعنی دوره‌ای که جانور در حال تداعی دو محرک و ایجاد ارتباط میان آن‌هاست.
بر اساس فاصلهٔ زمانی ارائهٔ محرک‌های شرطی و غیرشرطی سه حال پیش می‌آید:
- شرطی‌شدن همزمان:ارائهٔ همزمان محرک شرطی و غیرشرطی؛ و محرک شرطی تا آغاز پاسخ باقی می‌ماند.
- شرطی‌شدن تأخیری(Delayed):ارائهٔ محرک شرطی چند ثانیه پیش از محرک غیر شرطی؛ و محرک شرطی تا آغاز پاسخ باقی می‌ماند.
- شرطی‌شدن ردی(Trace):ارائهٔ محرک شرطی چند ثانیه پیش از محرک غیر شرطی؛ و قبل از ارائهٔ محرک غیرشرطی، محرک شرطی حذف می‌شود.

تکرار محرک شرطی بدون ارائهٔ محرک غیرشرطی، منجر به حذف پاسخ شرطی خواهد شد که این مسیر، خاموشی(E) نام گرفته‌است.
در هر دو مسیر فراگیری و خاموشی، در آغاز تغییرات سریع‌تر اتفاق افتاده و به تدریج سرعت تغییرات کاهش می‌یابد.

## تعمیم و افتراق
هنگامی که جانوری شرطی شده باشد و در برابر محرکی شرطی، پاسخی شرطی بدهد؛ در برابر محرک‌های شرطی مشابه هم پاسخ می‌دهد. برای مثال سگی که در برابر صدای سوت پاسخ ترشح بزاق را نشان می‌دهد؛ به سوت‌های بالاتر و پایین‌تر نیز همان پاسخ را ارائه می‌دهد.
اصل تعمیم بیان می‌کند که هر چه یک محرک شرطی جدید، با محرک شرطی پیشین شباهت بیش‌تری داشته باشد، احتمال بروز پاسخ شرطی در برابر محرک جدید افزایش می‌یابد.
افتراق واکنش به تفاوت‌هاست؛ از طریق تقویت افتراقی افراد شرطی می‌شوند تا دو محرک را از هم تفکیک کنند.

## رابرت ای. رسکورلا: پیش‌بینی‌پذیری و عوامل شناختی
تبیین پدیدهٔ شرطی‌شدن با استفاده از رویکرد رفتارگرا، روشی متداول است؛ امّا برخی روان‌شناسان با رویکرد شناختی، بر این باورند که عامل زیربنایی در شرطی‌شدن کلاسیک اطلاعات قبلی جانور، و سپس فراهم آمدن اطلاعاتی تازه در مورد پیوند دو محرک است.
پاولف عامل اساسی در شرطی‌شدن کلاسیک را مجاورت زمانی و فراوانی دفعات همراهی CS و US می‌دانست. دیدگاه شناختی در تبیین شرطی‌شدن کلاسیک، پیش‌بینی‌پذیری را به جای مجاورت مطرح می‌کند. رسکورلا در آزمایش‌هایی مهم نشان داد که در شرطی‌شدن، CS باید پیش‌بینی کنندهٔ US باشد و احتمال وقوع US در مواقع ارائهٔ CS باید بیش‌تر از زمانی باشد که CS ارائه نمی‌شود.

## شرطی‌شدن کلاسیک در انسان
یادگیری کودک دربارهٔ اینکه به دنبال مشاهدهٔ سینهٔ مادر، مزهٔ شیر خواهد آمد، نمونه‌ای از شرطی شدن کلاسیک است.
حالت تهوع هنگام شیمی‌درمانی برای بیماران سرطانی یک واکنش طبیعی است. امّا مشاهده می‌شود که گاهی این بیماران به محض ورود به اتاق درمان دچار حالت تهوع می‌شوند. حتّی مشاهده شده‌است هنگامی که به کودکان سرطانی پیش از شیمی‌درمانی بستنی داده می‌شود؛ کودک در مواقع دیگر نیز نسبت به بستنی شرطی شده و حتی اگر شیمی‌درمانی انجام نشود؛ پس از خوردن بستنی استفراغ می‌کند.
بر این اساس جان واتسون بر این باور است که عواطف عمیق در انسان ممکن است از طریق شرطی‌شدن کلاسیک ایجاد شوند؛ از آن جمله می‌توان به شرطی شدن ترس در کودکی با دیدن کلاه پوستی سفیدرنگ اشاره کرد؛ چرا که خرگوشی سفید سابقاً دست او را گاز گرفته بود.

## شرطی‌شدن در ادبیات و فرهنگ عامه
یکی از نخستین اشارات ادبی به پدیدهٔ شرطی‌شدن، در رمان کمدی زندگی و عقاید آقای تریسترام شندی، اثر لارنس استرن، نویسندهٔ ایرلندی(۱۷۶۸–۱۷۱۳) یافت می‌شود. تریسترام شندی راوی داستان شرح می‌دهد که چگونه مادرش با عادت پدرش در متوقف‌کردن ساعت پیش از آمیزش جنسی با او، شرطی شده بود.
نمونهٔ دیگر در رمان پرتقال کوکی اثر آنتونی بورخس مشهود است؛ که در آن به الکس شخصیت اصلی داستان، محلولی تهوع‌زا خورانده می‌شود و همزمان او را به تماشای صحنه‌های خشونت‌بار وامی‌دارند. با تکرار این روند، الکس از اعمال هرگونه عمل خشونت‌بار بدون داشتن حالت تهوع عاجز می‌گردد.